# Buscot Park
Buscot Park est une maison de campagne à Buscot près de la ville de Faringdon dans l'Oxfordshire dans les limites historiques du Berkshire. Il s'agit d'un bâtiment classé Grade II*.
Elle est construite dans un style néoclassique austère entre 1780 et 1783 pour Edward Loveden Loveden. Elle reste dans la famille jusqu'à sa vente en 1859 à Robert Tertius Campbell, un Australien. La fille de Campbell, Florence, devient plus tard célèbre sous le nom de Mme Charles Bravo, le personnage central d'une affaire de meurtre à l'époque victorienne qui n'a toujours pas été résolue à ce jour. A la mort de Campbell, en 1887, la maison et son domaine sont vendus à Alexander Henderson un financier, plus tard anobli comme baron Faringdon.
Après la mort du 1er baron en 1934, la maison est considérablement modifiée et restaurée dans sa forme du XVIIIe siècle, par l'architecte Geddes Hyslop (en), pour son petit-fils et successeur, Gavin Henderson, 2e baron Faringdon, à cette époque, la collection d'art créée par le 1er baron est considérablement agrandie, bien que de nombreuses œuvres d'art du 1er baron du XIXe siècle aient été vendues immédiatement après sa mort.
La maison et le domaine sont légués au National Trust en 1956. Le contenu (qui comprend des œuvres d'art de Rembrandt et Burne-Jones) appartient au Faringdon Collection Trust. La maison est occupée et gérée par l'actuel Lord Faringdon. Le manoir et ses vastes jardins formels et informels sont ouverts au public chaque été.

## Architecture

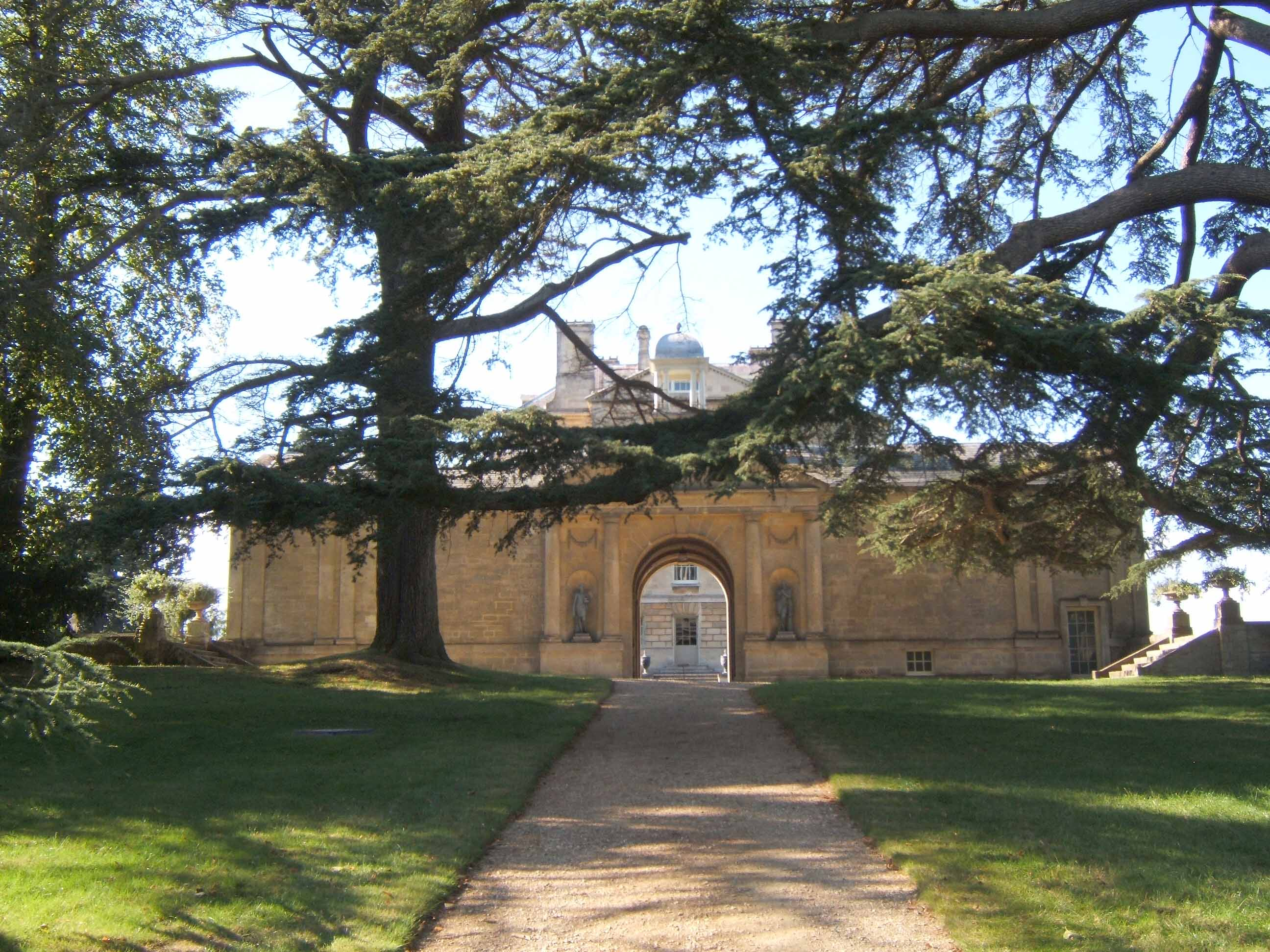
Buscot Park, l'une des deux ailes flanquantes conçues par Geddes Hyslop en 1934 pour remplacer les ajouts victoriens, jugés incongrus.

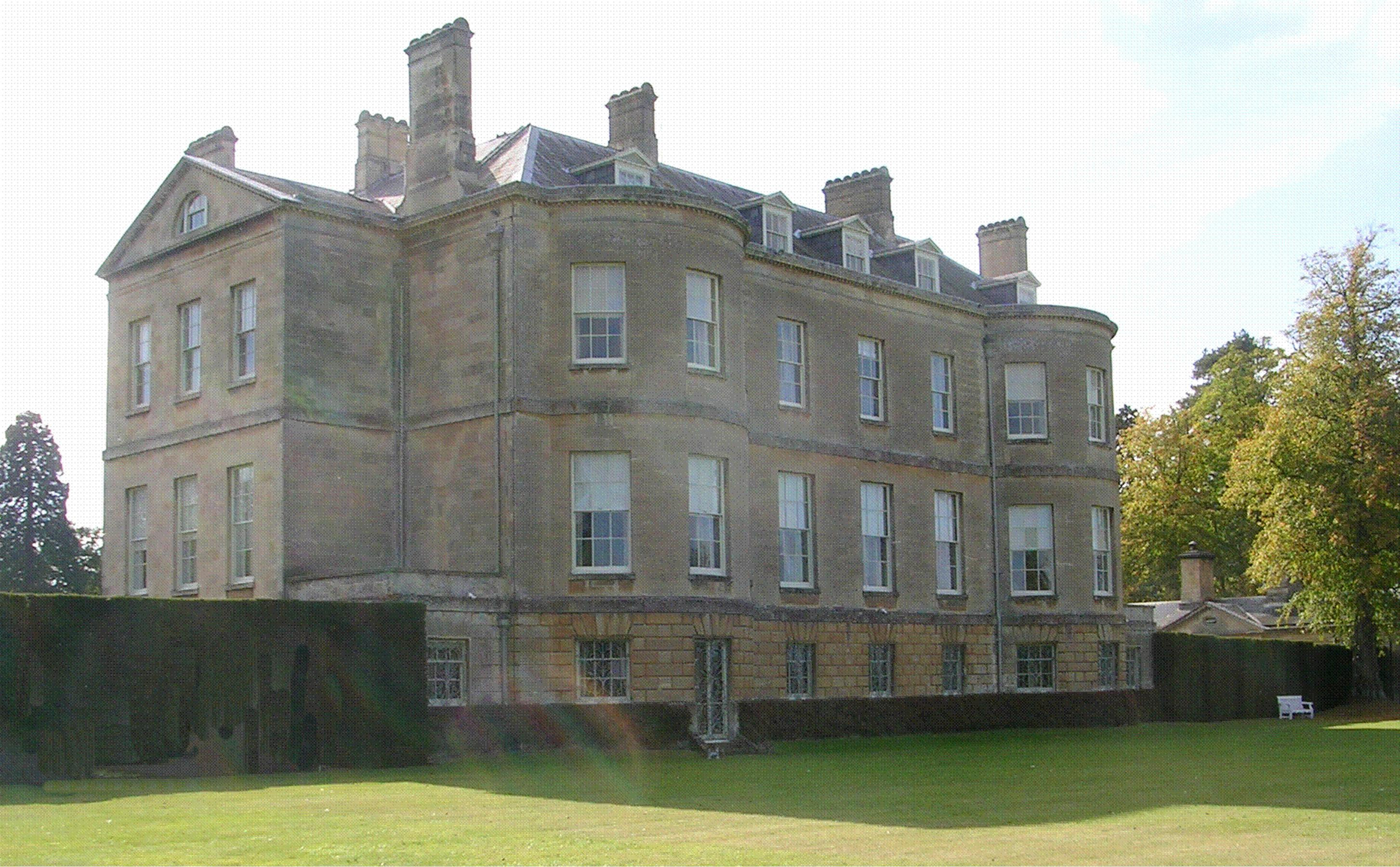
Parc Buscot, la façade nord

La construction de Buscot Park commence en 1780, pour Edward Loveden, dont la famille possède un terrain adjacent au site depuis 1557. Le terrain sur lequel il choisit de construire la maison elle-même appartient au domaine voisin de Throckmorton. Loveden n'a acquis la propriété du terrain sur lequel sa maison est construite qu'en 1788. L'architecte est inconnu et il est probable que Loveden lui-même ait participé à la conception. Loveden est connu pour avoir employé James Darley à cette époque; un architecte peu connu, décrit par un contemporain comme "capable et expérimenté". Les noms d'autres architectes beaucoup plus éminents sont mentionnés en relation avec Buscot, notamment celui de Robert Adam, mais il n'y a aucune preuve documentée que l'un de ces architectes ait travaillé sur la maison ; il semble donc probable que leur implication soit apocryphe. On sait que James Paine a fourni des cheminées et donné des conseils sur les coûts de construction, mais la conception générale du manoir n'est pas sophistiquée et ne correspond pas au travail de Paine, ce qui rend peu probable que son implication soit majeure.
La maison est construite en pierre et matériaux locaux avec des ornements en pierre de Portland. Le toit est en ardoise de Westmorland. Certains des matériaux de construction sont achetés d'occasion, à la suite de démolitions et de modifications à Kempsford House, Gloucestershire et Charlton House. Quel que soit l'architecte, la conception ne respecte pas les impératifs stricts du style palladien, qui passait de mode, ou ceux du style néoclassique, qui devient populaire en Angleterre à partir de la fin des années 1760. Christopher Hussey, écrivant en 1940, est d'avis que "l'architecte devait beaucoup à Robert Adam et aux livres de modèles des admirables artisans de l'époque".
Exceptionnellement pour une maison de cette époque, la maison n'a ni portique ni pilastres pour briser l'austérité de la façade. Des dessins contemporains montrent que l'entrée principale et centrale avait à l'origine un fronton segmenté, un motif du baroque, depuis longtemps passé de mode dans les années 1780. Cette entrée, comme les pièces de réception principales, est placée au premier étage, sur un piano nobile de style palladien, laissant le rez-de-chaussée libre pour les pièces domestiques et les chambres de service. Cependant, dans le style néoclassique, au-dessus de l'étage principal se trouve un deuxième étage, ses fenêtres ayant la même valeur que celles du dessous, indiquant qu'il s'agissait ici de chambres principales plutôt que de chambres secondaires et de domestiques, comme cela aurait été le cas dans une conception palladienne ou baroque.
La sévérité de la façade, qui est de neuf travées, n'est atténuée que par une bande entre les deux étages principaux et la légère saillie des trois travées centrales qui sont couronnées par un fronton bas. Suivant la tradition palladienne, le rez-de-chaussée est rustiqué. La ligne de toit n'a qu'un parapet très bas et aucune balustrade, laissant ainsi le toit en croupe et les cheminées complètement visibles. La haute toiture en ardoises est percée de deux fenêtres à pignon, évoquant plus une ferme qu'une demeure raffinée. La façade nord suit plus fidèlement le style néoclassique, dans sa forme anglaise, de la fin du XVIIIe siècle. Deux grands arcs se projettent pour flanquer les trois travées centrales.
En 1859, la maison et le domaine sont vendus par l'arrière-petit-fils de Loveden, Sir Pryse. Le nouveau propriétaire est un négociant en or australien, Robert "Tertius" Campbell. Agriculteur passionné, Campbell modernise largement le domaine, épuisant sérieusement sa fortune dans le processus. Au début des années 1850, Campbell envisage d'agrandir considérablement le manoir et des plans sont élaborés montrant la maison transformée en un palais à tourelles dans un style néo-renaissance anglais. En fin de compte, Campbell renonce à tout projet grandiose et se contente d'ajouter un porche, un parapet et des fenêtres à pignon à la façade sud néoclassique dans un style néo-Renaissance incongru.
C'est à cette époque que sont plantés de nombreux bois du domaine, ainsi que sont créés de nouveaux jardins et la promenade en calèche qui forment aujourd'hui le noyau des jardins. Campbell meurt en 1887, sa fortune dépensée et la succession hypothéquée. Buscot est ensuite acquis par Alexander Henderson, plus tard anobli en tant que premier baron Faringdon. Henderson, un éminent agent de change et financier londonien, agrandit la maison avec une grande aile.

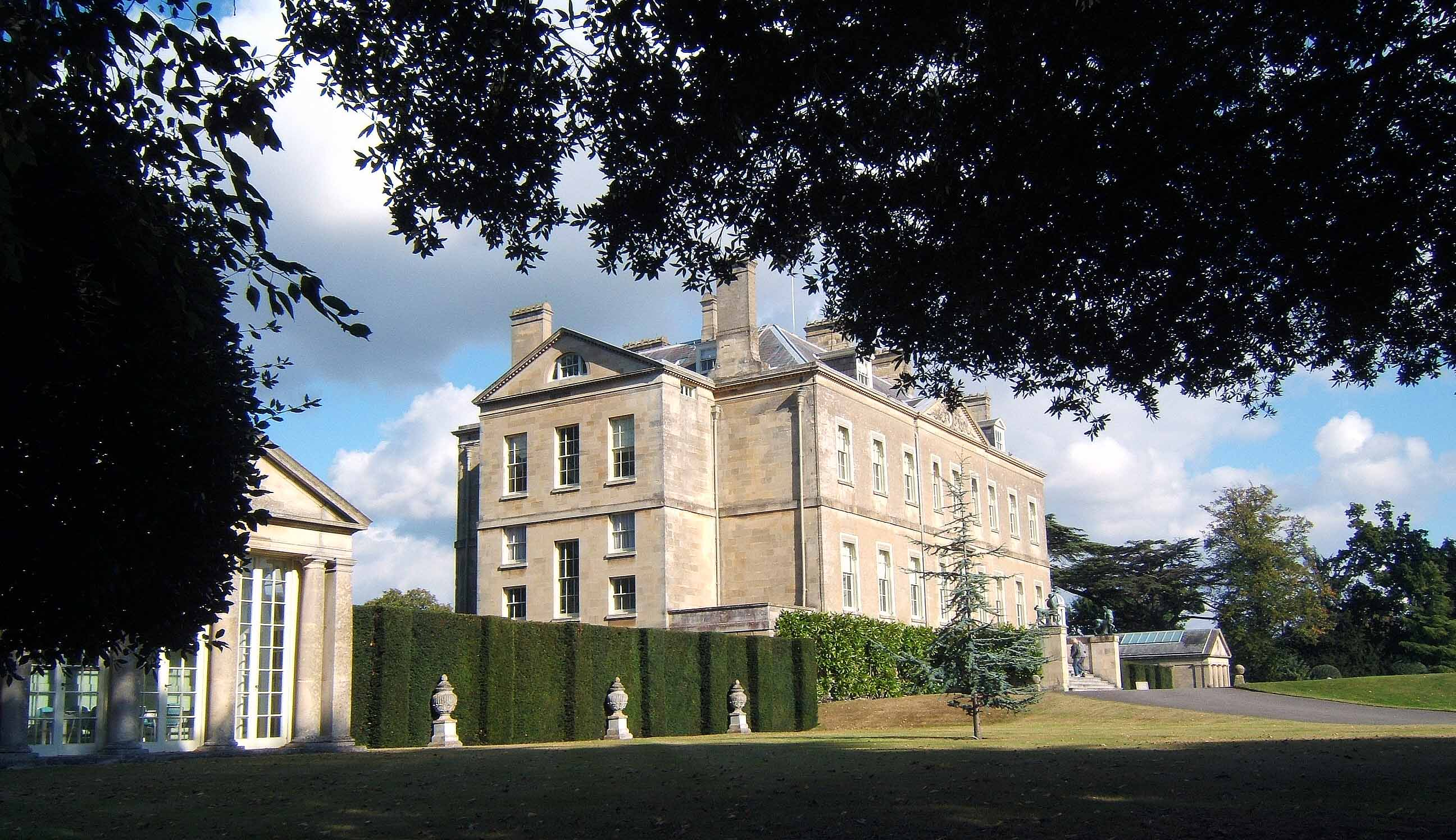
La façade sud et les "murs" d'if, reliant le manoir du XVIIIe siècle aux pavillons flanquants du XXe siècle de Geddes Hyslop.

Dans les années 1930, à une époque où de nombreuses maisons de campagne sont démolies, converties en écoles ou vides, Buscot connait une renaissance. En 1934, le 2e baron Faringdon hérite de son grand-père, le 1er Lord Faringdon, et se lance immédiatement dans un projet de rénovation majeur. Il balaye les ajouts du XIXe siècle de son grand-père et de Campbell, redonnant aux façades leur simplicité d'origine du XVIIIe siècle.
Pour compenser l'espace perdu par la démolition, il charge l'architecte Geddes Hyslop de créer deux pavillons flanquants dans un style néopalladien. Ces pavillons, en réalité des ailes rectangulaires mais détachées, ont des façades de temple complétant les deux façades principales, et donnent aux élévations latérales du manoir plus de grandeur et d'intérêt. Ceci est réalisé par l'ajout d'un arc de triomphe à un mur-rideau autrement vierge. Les pavillons sont unis à l'hôtel particulier par de hautes haies d'ifs faisant office de murs, qui relient les bâtiments, accentuant le palladianisme de la conception.
Le travail d'Hyslop n'est pas uniquement de la restauration. Immédiatement adjacent à la façade est, dans une cour créée par une haie d'ifs nouvellement plantée reliant le manoir et le pavillon est, Hyslop créé un jardin avec piscine. Le placement des piscines est un problème pour les propriétaires de maisons de campagne au XXe siècle; les piscines seraient traitées avec une certaine "circonspection" et déguisées en quelque chose d'autre. Ainsi, à Buscot, la piscine apparaît comme un bassin de canal formel installé dans un jardin renaissance.

### Intérieur
L'intérieur du manoir est considérablement modifié et restauré depuis son achèvement. Les pièces sont disposées en circuit, bien que la pièce principale, le salon, soit flanquée de pièces un peu plus petites et de cabinets attenants. Il est peu probable que ces pièces plus petites aient jamais été des chambres à coucher principales, comme cela aurait été le cas quelques années plus tôt au XVIIIe siècle. En fait, la disposition est probablement complètement moderne à l'époque ; cela est suggéré par l'implantation de la salle à manger et du salon. Le remodelage de la maison par Geddes Hyslop en 1934 crée une série de salles de réception apparemment dénuées de sens et similaires, conçues pour accueillir de grandes fêtes à la maison. Dans certains cas (notamment la salle hollandaise), des pièces plus petites sont fusionnées et perdues. Cela cache les utilisations originales des chambres. À la fin du XVIIIe siècle, les chambres sont perçues comme masculines et féminines et disposées en suites en conséquence. En particulier, les salles à manger et les salons «régnaient en roi et en reine sur les autres pièces» et étaient souvent, comme à Buscot, placés symétriquement dans la maison avec un hall ou un salon les séparant.

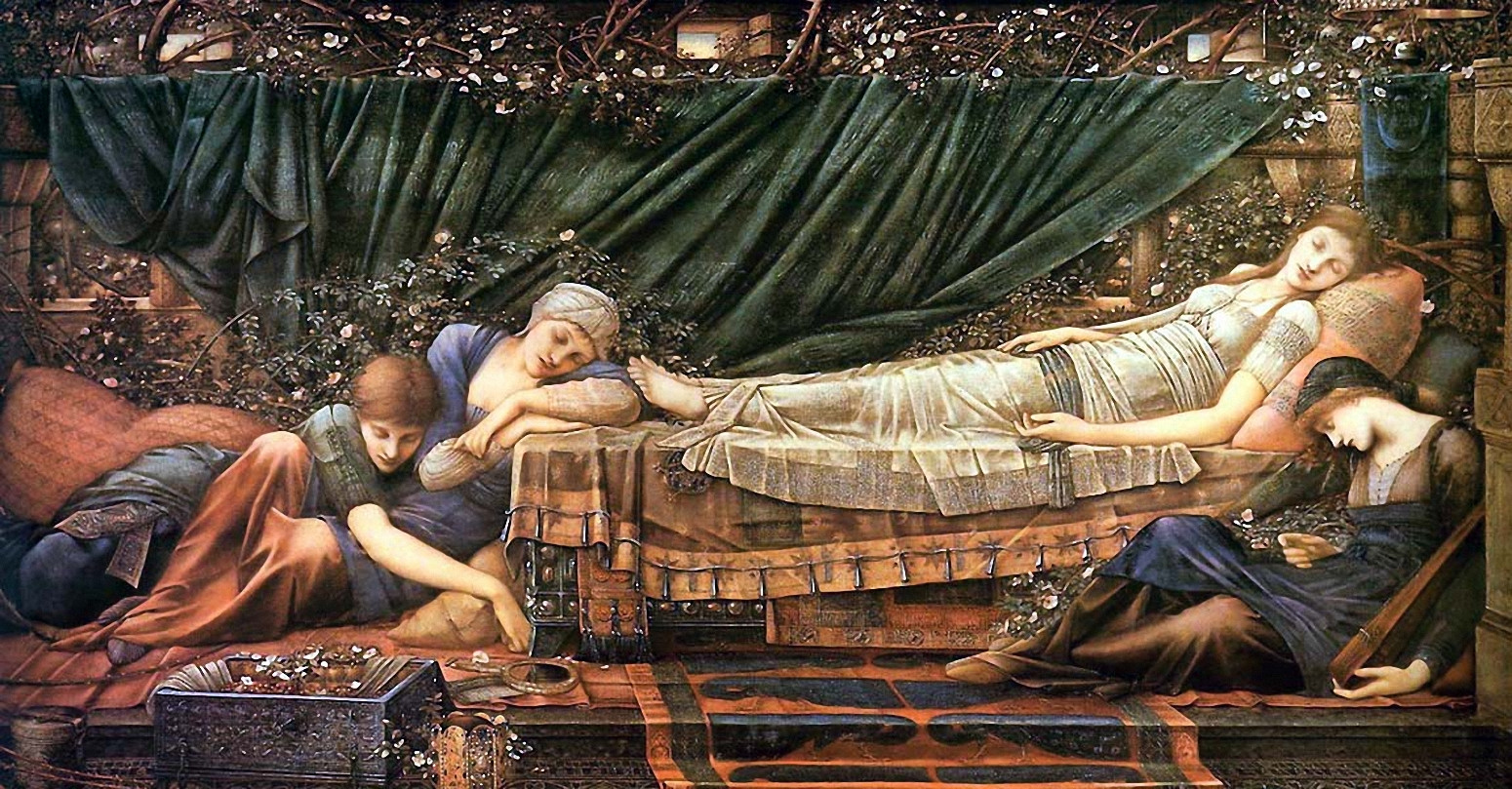
Une toile de The legend of Briar Rose de Burne-Jones

L'utilisation originale des pièces est encore confirmée par la conception du deuxième étage, où les fenêtres sont de taille égale à celles du dessous, ce qui indique que les chambres principales y ont toujours été placées. L'escalier principal est relativement petit et pas aussi grand et imposant que c'est le cas dans une maison néoclassique, où les propriétaires se sont retirés à l'étage. Les grandes maisons baroques, construites à peine 50 ans plus tôt, n'avaient souvent pas d'escalier intérieur principal, car les propriétaires ne quittaient jamais le piano nobile.
C'est pour leur contenu, plutôt que leur architecture, que les chambres sont remarquables.
Les six salles principales du piano nobile contiennent la crème d'une collection d'art rassemblée par les trois barons Faringdon, des années 1880 à nos jours. La Chambre hollandaise contient, parmi des œuvres de Van Dyck, Jordaens et Honthorst, le portrait de Pierre Six par Rembrandt.
La pièce principale de la maison, le salon, affiche The Legend of Briar Rose de Edward Burne-Jones. Peinte sur dix-neuf ans à partir de 1871, la série de peintures est acquise par le premier Lord Faringdon en 1890. La salle est ensuite décorée pour les accueillir. Burne-Jones, en visite à Buscot, n'aimait pas la séquence et peint quatre autres scènes pour combler les vides entre les toiles originales.
Ailleurs dans la maison se trouvent des œuvres de Botticelli, Caracci, Cipriani, Gainsborough, Kauffman, Lawrence, Leighton, Lely, Graham Sutherland et d'autres.

## Terrains

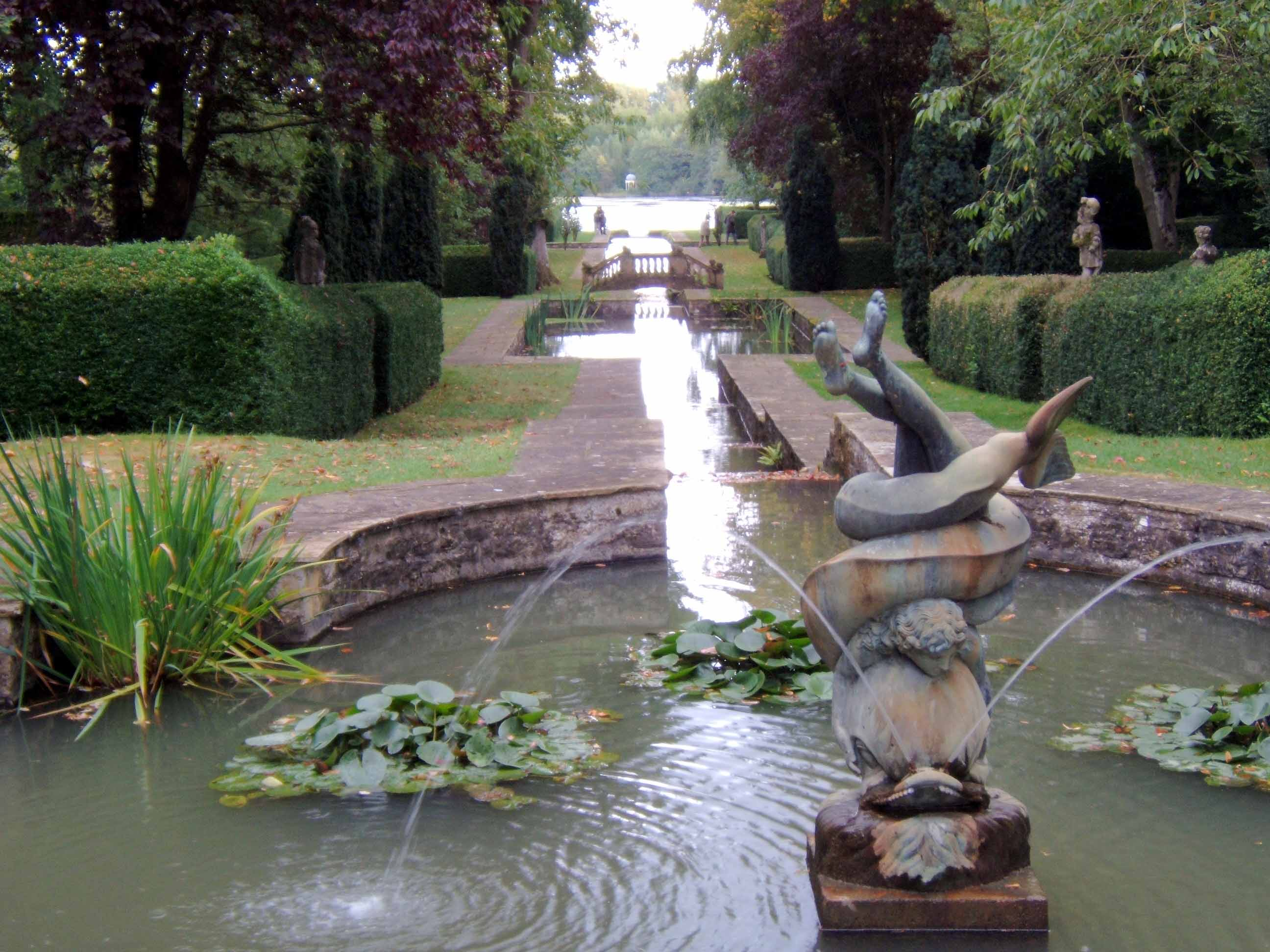
Les jardins d'eau, conçus par Harold Peto, relient les jardins plus formels, proches de la maison, à travers le parc jusqu'au lac lointain.

La maison est située dans un grand parc de plus de 100 acres (0,404685642 km2) contenant des bois, des lacs et des jardins à la française. La création du parc commence en 1782. Au début du XXe siècle, l'architecte paysagiste Harold Peto travaille à Buscot. Les jardins d'eau sont populaires à la fin du XIXe siècle, à la suite de l'introduction de plantes aquatiques exotiques et aux premiers magazines de jardinage illustrés. Ainsi, Peto est chargé de concevoir un jardin d'eau. Le résultat est une série de ruisseaux et de fontaines " à la Alhambra ", reliant la maison au lointain lac. Malgré son cadre boisé menant à un lac informel, le jardin d'eau est formel dans son concept, en contraste direct avec le mouvement pittoresque encore populaire qui a peut-être atteint son apogée quelques années plus tôt à Cragside, Northumberland. C'est parce que Peto est influencé par l'architecte Reginald Blomfield, un disciple de Charles Barry qui est responsable de plusieurs des grandes maisons italiennes et des jardins en terrasse formels du XIXe siècle. Peto conçoit également une grande cour d'entrée au manoir, avec des piliers de porte massifs, destinés à créer une approche impressionnante de la maison.

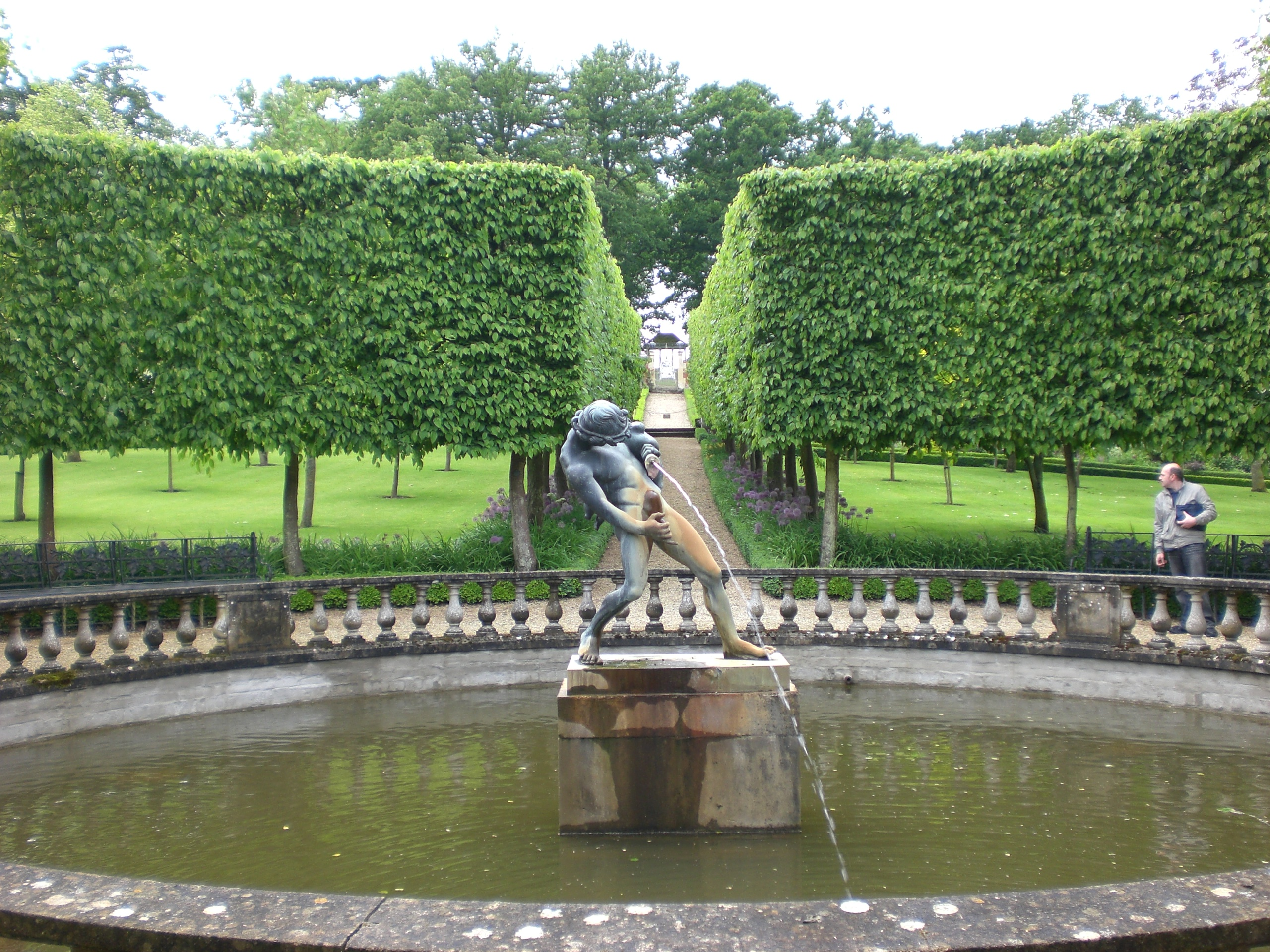
Le bassin aux nénuphars du Jardin des Quatre Saisons.

Devant la façade nord de la maison se trouve un parterre de pelouse formel avec une fontaine en bronze représentant Mercure. Menant du voisinage immédiat de la maison, une série d'avenues boisées mènent à de plus petits jardins en forme de cocardes, ces jardins comprennent un jardin d'agrumes, une roseraie et un jardin oscillant. D'autres vues sur les bois mènent à diverses statues de jardin accrocheuses, notamment une urne monumentale contenant les restes du 2e Lord Faringdon.
Le vaste potager clos de murs est replanté au cours des 20 dernières années par l'actuel Lord Faringdon, pour représenter les quatre saisons, divisé en quartiers par des charmes plissés et des arbres de Judée, chaque section du jardin représente une saison différente, avec une fausse cascade, une sculpture moderne qui, de loin, crée une illusion d'optique convaincante d'une cascade torrentielle.

## Maison privée et galerie publique

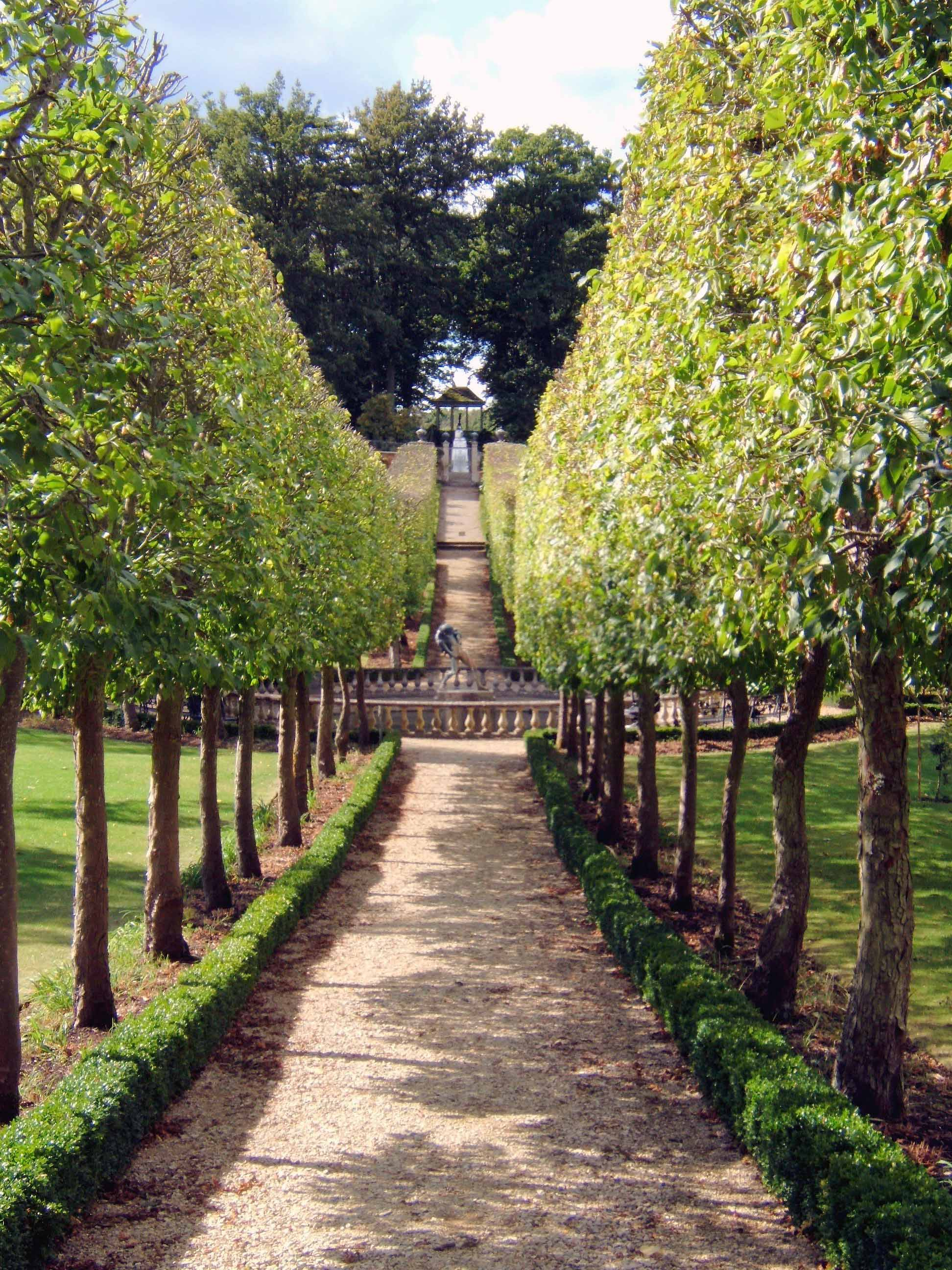
Le jardin des quatre saisons et la fausse cascade lointaine, la création de l'actuel Lord Faringdon.

Au cours des années 1940, le 2e Lord Faringdon formule un plan en collaboration avec Ernest Cook pour offrir la maison et son domaine à la nation, sous les auspices du National Trust. Une décennie plus tard, la préservation du contenu de Buscot est assurée par la création d'une fiducie familiale qui acquiert la propriété des œuvres d'art et des meubles de la famille Henderson, connue sous le nom de Faringdon Collection. Cette collection est exposée chez Buscot et dans la maison de ville de la famille à Brompton Square à Londres.
L'accord avec le National Trust stipule que Buscot serait loué aux barons Faringdon, leur permettant de rester en résidence. Cet arrangement s'est poursuivi jusqu'à nos jours. L'actuel et 3e Lord Faringdon, avec sa femme, vit non seulement dans la maison, mais est responsable de la gestion quotidienne et de la décoration du manoir. Bien que Lord et Lady Faringdon aient construit une maison plus petite, la Garden House, sur le terrain pour leur usage personnel pendant les mois d'été, lorsque la saison touristique est à son apogée, l'intérieur de la maison a tout à fait l'air naturel d'une résidence privée plutôt que celle d'une galerie d'art publique.
L'actuel Lord Faringdon ajoute de nombreuses œuvres d'art à la collection, notamment des peintures contemporaines, des céramiques, du verre et de l'argenterie. La maison, les jardins et le terrain sont ouverts chaque année d'avril à septembre.

## Domaine agricole
En 1863, Robert Tertius Campbell construit un système d'irrigation sur le domaine. Son plan est de cultiver de la betterave à sucre et de l'utiliser pour produire de l'alcool. Une distillerie est ouverte en 1869. Campbell construit un chemin de fer de six miles autour du domaine pour collecter la betterave à sucre et d'autres produits agricoles. Le chemin de fer est construit à l'écartement inhabituel des voies de 2 pi 8 po. Trois locomotives 0-4-0T sont fournies par Appleby Brothers de Southwark, la première en 1871. Elles sont nommées Edith, Emily et Alice, d'après les filles de Campbell. Le domaine est également doté d'un système télégraphique. L'entreprise est rentable en 1871 mais décline peu après. La distillerie ferme en 1879 et tout ce qui est vendable est vendu. Le chemin de fer reste utilisé pour le transport agricole jusque vers 1900 mais, comme les locomotives ont été vendues, il est actionné par des chevaux.

## Sources
- Yseult Bridges, How Charles Bravo Died, 1957
- James Pipkin Gervase Jackson-Stops, The Country House Garden, A Grand Tour, London, Pavilion Books Ltd, 1988 (ISBN 1-85145-441-1)
- Mark Girouard, Life in the English Country House, Yale University Press, 1978 (ISBN 0-300-02273-5)
- Trustees of the Faringdon Collection, Buscot Park & The Faringdon Collection, London, Trustees of the Faringdon Collection, 2004
- Trustees of the Faringdon Collection, Buscot Park & The Faringdon Collection, London, Trustees of the Faringdon Collection, 2019
- Giles Worsley, England's lost Houses, London, Aurum Press, 2002 (ISBN 1-85410-820-4)
- Robin Whalley, The Great Edwardian Gardens of Harold Peto, Aurum Press, 2007 (ISBN 978-1845132354)